# Marco Claudio Marcello come Hermes
Marcello come Hermes Ctonio è una scultura raffigurante Marco Claudio Marcello nelle vesti di Hermes Ctonio, dio dei morti. Attualmente è conservata presso il Museo del Louvre di Parigi.

## Storia
L'opera, realizzata in marmo bianco e alta circa 180 centimetri, è datata al 20 a.C., pochi anni dopo la morte del soggetto stesso. Probabilmente si tratta di una commissione dello stesso Augusto, zio di Marcello, per un possibile monumento funebre. Porta la firma di Cleomene di Atene.
Prima del 1590 l'opera si trovava nella villa sull'Esquilino di Papa Sisto V. Fu trasferita dalle collezioni pontificie quando nel 1684 fu acquistata da Luigi XIV, che la collocò nella Galleria degli Specchi della Reggia di Versailles. Nel 1802 Napoleone preferì esporla presso il Museo del Louvre, dove è tuttora visibile.

## Descrizione
Si tratta di una grande statua marmorea, a grandezza naturale, che rappresenta la figura di Marcello nudo mentre tiene con leggerezza una tunica drappeggiata sul braccio sinistro. L'estremità del drappo cade a terra e va a posarsi delicatamente su di un guscio di una tartaruga. Il braccio destro è sollevato in modo tale che la mano si trova all'altezza della tempia destra, presumibilmente tenendo una corona vegetale oggi perduta.
La figura del giovane uomo scarica il peso sul suo piede sinistro, con una posizione chiastica ereditata dalla statuaria greca riconducibile allo stile severo, al quale la statua rimanda anche per la sua fredda frontalità, mescolando a questa tradizione idealizzante una certa acutezza nella verosimiglianza della ritrattistica. La sua testa è leggermente abbassata e rivolta appena verso destra. Questa posizione della testa e l'espressione triste che delinea sul viso del giovane conferma il carattere funerario dell'opera stessa, che avrebbe dovuto ispirare malinconia per quell'uomo che la fortuna avrebbe voluto  condurre alla guida dell'Impero, se solo non fosse morto prematuramente nel 23 a.C..
La tartaruga sulla quale si posa il panneggio è simbolo di Afrodite. La sua presenza fa riferimento ad Enea - uno degli eroi protagonisti della guerra di Troia -, figlio di Anchise e Afrodite, di cui Augusto e suo nipote si dichiaravano discendenti, ed al quale Marcello fu paragonato nell'Eneide di Virgilio.

### Stato di conservazione
La statua si è conservata in ottime condizioni. Due dita del piede destro sono state incollate, mentre i pollici e l'indice della mano sinistra sono stati oggetti di restauro.

## Influenza
Nel 2016, l'artista francese Léo Caillard ha scelto il Marcello come parte della sua serie Hypsters in stone: la sua versione è una copia realizzata in gesso con vestiti tagliati su misura e cuciti direttamente sulla statua. L'idea è quella di trasportare Marcello, tramite l'abbigliamento, nel XXI secolo, epoca degli hipster. Pertanto, la figura ha indosso un paio di pantaloni e una maglietta, senza dimenticare gli accessori: delle cuffie e un paio di occhiali da sole. Questa opera è stata esposta nel 2019 presso il Museo Saint-Raymond di Tolosa nell'ambito della mostra Age of Classics ! L'Antiquité dans la culture pop.